# OR8B2
OR8B2 (англ. Olfactory receptor family 8 subfamily B member 2) – білок, який кодується однойменним геном, розташованим у людей на короткому плечі 11-ї хромосоми. Довжина поліпептидного ланцюга білка становить 313 амінокислот, а молекулярна маса — 35 272.
| 10         |  | 20         |  | 30         |  | 40         |  | 50         |
| ---------- |  | ---------- |  | ---------- |  | ---------- |  | ---------- |
| MLARNNSLVT |  | EFILAGLTDH |  | PEFRQPLFFL |  | FLVIYIVTMV |  | GNLGLITLFG |
| LNSHLHTPMY |  | YFLFNLSFID |  | LCYSSVFTPK |  | MLMNFVSKKN |  | IISNVGCMTR |
| LFFFLFFVIS |  | ECYMLTSMAY |  | DRYVAICNPL |  | LYKVTMSHQV |  | CSMLTFAAYI |
| MGLAGATAHT |  | GCMLRLTFCS |  | ANIINHYLCD |  | ILPLLQLSCT |  | STYVNEVVVL |
| IVVGTNITVP |  | SCTILISYVF |  | IVTSILHIKS |  | TQGRSKAFST |  | CSSHVIALSL |
| FFGSAAFMYI |  | KYSSGSMEQG |  | KVSSVFYTNV |  | VPMLNPLIYS |  | LRNKDVKVAL |
| RKALIKIQRR |  | NIF        |  |            |  |            |  |            |

A: Аланін

C: Цистеїн

D: Аспарагінова кислота

E: Глутамінова кислота

F: Фенілаланін

G: Гліцин

H: Гістидин

I: Ізолейцин

K: Лізин

L: Лейцин

M: Метіонін

N: Аспарагін

P: Пролін

Q: Глутамін

R: Аргінін

S: Серин

T: Треонін

V: Валін

Кодований геном білок за функціями належить до рецепторів, g-білокспряжених рецепторів, білків внутрішньоклітинного сигналінгу. 
Локалізований у клітинній мембрані, мембрані.